# Pallade (torpediniera)
La Pallade è stata una torpediniera della Regia Marina.

## Storia
All'ingresso dell'Italia nella seconda guerra mondiale la nave faceva parte della XIV Squadriglia Torpediniere di base a Messina, che formava insieme alle gemelle Partenope, Polluce e Pleiadi. Operò in missioni di scorta tra Italia, Albania, Libia e Mar Egeo, abbattendo un aereo durante una missione di scorta ed effettuando numerose azioni antisommergibile dall'esito mai accertato.
Nel dicembre 1940 la torpediniera bombardò installazioni militari greche con le proprie artiglierie.
Il 9 gennaio 1941 la Pallade, insieme alle gemelle Partenope, Andromeda ed Altair ed ai cacciatorpediniere della IX Squadriglia (Alfieri, Carducci e Gioberti, più il Fulmine temporaneamente aggregato) bombardò nuovamente le posizioni greche a Porto Palermo (Albania).
L'8 marzo 1941 la Pallade, insieme alla Polluce, si aggregò a Palermo alla scorta di un convoglio – motonavi da carico Andrea Gritti e Sebastiano Venier scortate dalla torpediniera Alcione – salpato da Napoli due giorni prima. Con il supporto aggiuntivo delle torpediniere Centauro e Clio che scortarono sia questo che un altro convoglio, le navi proseguirono dal porto siciliano verso Tripoli dove giunsero, senza danni, alle 13.30 dell'11 marzo.
Il 25 maggio la torpediniera partecipò alle operazioni di salvataggio dei 1432 superstiti (su 2729 uomini a bordo) del trasporto truppe Conte Rosso, silurato ed affondato dal sommergibile britannico Upholder a 10 miglia per 85° da Capo Murro di Porco, mentre navigava in convoglio verso la Libia.
Il 30 maggio il convoglio che Pallade e Polluce stavano scortando al largo di Sirte, formato dai piroscafi Tilly Russ (tedesco) e Ca' Da Mosto (italiano), venne infruttuosamente attaccato dal sommergibile britannico Utmost. Le navi giunsero indenni a Tripoli il giorno seguente.
Il 9 giugno, alle 2.30, la Pallade e la Polluce lasciarono Tripoli per scortare a Bengasi i piroscafi Silvio Scaroni, Cadamosto ed Aosta, ma il giorno successivo, alle quattro, il convoglio venne attaccato dal sommergibile Taku: il Silvio Scaroni, colpito da un siluro, affondò nel punto 32°27' N e 18°42' E (a 70 miglia per 283° per Bengasi), mentre le due torpediniere, dopo aver bombardato il Taku con cariche di profondità (senza risultato), proseguirono assieme ai due trasporti verso Bengasi, dove arrivarono il giorno stesso alle sei di sera.
Il 22 luglio 1941 la Pallade partì da Tripoli e venne incontro ad un convoglio proveniente da Napoli e diretto nella città libica, composto dai mercantili Maddalena Odero, Nicolò Odero, Caffaro e Preussen (cui si era aggiunta la nave cisterna Brarena) e scortato dai cacciatorpediniere Folgore, Fulmine, Euro e Saetta (poi rinforzati da altri due cacciatorpediniere, l’Alpino ed il Fuciliere); lo stesso giorno, tuttavia, aerosiluranti britannici Fairey Swordfish dell'830° Squadron silurarono il Preussen, che affondò, e la Brarena, che dopo inutili tentativi di salvataggio dovette essere lasciata alla deriva ed andò a sua volta a fondo.
Nella giornata del 4 settembre dello stesso anno la nave salpò da Tripoli insieme alla gemella Centauro per scortare a Bengasi i piroscafi Sirena, Sparviero ed Imperia, ma il giorno seguente venne sottratta alla scorta del convoglio ed inviata altrove (il 7 settembre il sommergibile HMS Thunderbolt silurò ed affondò il Sirena al largo di Bengasi).
Sempre nel corso del 1941 la torpediniera venne modificata con l'eliminazione delle poco efficaci mitragliere da 13,2 mm e la loro sostituzione con 8 armi da 20/65 mm.
Il 16 febbraio 1942 la Pallade rilevò un sommergibile con l'ecogoniometro e lo attaccò con bombe di profondità sino alla sua scomparsa, ritenendo di averlo affondato, ma nessuna unità subacquea britannica risulta perduto in questa occasione.
Il 21 febbraio l'unità prese parte all'operazione di traffico «K 7» scortando, insieme ai cacciatorpediniere Premuda, Strale, Zeno, Vivaldi e Malocello, un convoglio composto dalle moderne motonavi Monginevro, Ravello ed Unione sulla rotta da Messina (da dove il convoglio partì alle 17.30 del 21) a Tripoli.
Tra il 24 ed il 26 marzo la Pallade prese parte alle ricerche dei naufraghi dei cacciatorpediniere Lanciere e Scirocco, affondati in una tempesta poco dopo la seconda battaglia della Sirte, ma non trovò nessun superstite (in tutto vennero salvati solo 17 dei 470 uomini imbarcati sulle due unità).
Nel pomeriggio dell'11 maggio 1942 la nave partì da Napoli per Tripoli di scorta – insieme ai cacciatorpediniere da Recco e Premuda ed alle torpediniere Castore, Climene e Polluce – ad un convoglio composto dalle moderne motonavi da carico Gino Allegri, Reginaldo Giuliani, Ravello, Agostino Bertani ed Unione e dal grosso piroscafo tedesco Reichenfels: si trattava dell'operazione di traffico «Mira», che prevedeva l'invio in Libia di 58 carri armati, 713 veicoli, 3086 tonnellate di combustibili ed olii lubrificanti, 513 uomini e 17.505 t di munizioni ed altri rifornimenti. La Giuliani fu colta da un'avaria alle pompe e dovette ripiegare su Palermo; per scortarla fu distaccato il Premuda. Il resto del convoglio giunse indenne a destinazione.
Il 2 giugno la Pallade, insieme alle torpediniere Partenope e Pegaso ed al cacciatorpediniere Freccia, partì da Taranto per scortare in Libia la grossa motonave Reginaldo Giuliani: gravemente danneggiato da un attacco aereo due giorni dopo (alle 4.53 del 4 giugno, mentre si trovava a 125 miglia per 020° da Bengasi), il mercantile venne preso a rimorchio dal Freccia nel tentativo di trainarlo a Bengasi, ma il 5 giugno si dovette rinunciare al suo salvataggio ed alle 6.30 venne finito dalla Partenope.
Alle 14.30 del 30 novembre la Pallade salpò da Napoli per scortare in Tunisia il convoglio «B» (piroscafi Arlesiana, Achille Lauro, Campania, Menes e Lisboa) insieme alle torpediniere Sirio, Groppo ed Orione; alla scorta furono successivamente aggregati anche la torpediniera Uragano (alle 17.10 del 1º dicembre) e la X Squadriglia Cacciatorpediniere (Maestrale, Grecale ed Ascari, aggiuntisi alle 19.35 dello stesso giorno), ma il convoglio fu comunque fatto rientrare alla notizia dell'uscita in mare della Forza Q britannica (incrociatori leggeri Aurora, Sirius ed Argonaut, cacciatorpediniere canadesi Quiberon e Quentin), che poi, nella notte del 2 dicembre, intercettò e distrusse il convoglio «H», che invece era stato fatto proseguire.
Alle 15.20 del 10 gennaio 1943 la Pallade lasciò Palermo per scortare a Biserta, unitamente alla gemella Sirio ed alle corvette Antilope, Gabbiano ed Artemide, la nave cisterna Saturno. Alle 17.15 un sommergibile sconosciuto attaccò il convoglio, cercando di silurare la Saturno; i siluri non colpirono il bersaglio e la Pallade passò al contrattacco, ritenendo – a torto – di aver affondato il sommergibile. Il convoglio giunse indenne a destinazione alle 15.45 del giorno seguente.
Alle 2.30 del 10 febbraio la torpediniera partì da Palermo per scortare a Susa il minuscolo trasporto Lola (con a bordo 250 tonnellate di munizioni), cui al largo di Trapani si aggiunse un altro mercantile, lo Skotfoss, ma alle 18.24 dell'11 febbraio il sommergibile inglese Unison attaccò il Lola – che aveva perso il contatto con le altre navi a causa del maltempo –  con il cannone: colpito ripetutamente, il piccolo trasporto esplose ed affondò dopo mezz'ora in posizione 36°26' N e 10°55' E (golfo di Hammamet), mentre il resto del convoglio proseguiva – la Pallade aveva avvistato l'esplosione in lontananza, ma, non sapendo dell’Unison, ne attribuì l'origine all'urto del Lola contro una mina –, raggiungendo Susa a mezzogiorno del 12.
Il 4 agosto 1943 la città ed il porto di Napoli, dove la Pallade si trovava, vennero sottoposto ad un devastante bombardamento a tappeto da parte di 77 velivoli della 12ª USAAF, che colpì quasi tutti i quartieri cittadini oltre al porto, e provocò tra le 210 e le 700 vittime civili. Colpita e gravemente danneggiata dalle bombe, la Pallade si rovesciò ed affondò nelle acque del porto il giorno seguente.
Il relitto della torpediniera venne recuperato nel 1947 e fu quindi smantellato.

Comandanti
Tenente di vascello Felice Masini (nato a Galliate il 20 febbraio 1906) (dicembre 1940 - novembre 1941)
Tenente di vascello Filippo Ferrari Aggradi (nato a La Maddalena il 18 ottobre 1912) (23 agosto 1942 - 4 aprile 1943)
Capitano di corvetta Antonio Giungi (nato a Guastalla il 19 luglio 1907) (5 aprile - 
5 agosto 1943)